# Ptomophyle subcarnea
Ptomophyle subcarnea là một loài bướm đêm trong họ Geometridae.